# آسیافیل‌ها
آسیافیل‌ها (نام علمی: Elephas) نام یک سرده از تیره فیلان است.